# Великое герцогство Ольденбург
Великое герцогство Ольденбург (нем. Großherzogtum Oldenburg) — государство, существовавшее на территории Германии в XIX — начале XX вв.

## История
В 1810 году Французская империя аннексировала Герцогство Ольденбург. После разгрома Наполеона Венский конгресс принял в 1815 году решение о восстановлении герцогства и преобразовании его в великое герцогство (при этом к нему было присоединено княжество Биркенфельд в Пфальце на реке Наэ); княжество Любек со своей столицей Ойтин осталось связанным с Ольденбургом личной унией. В качестве правителя был восстановлен на троне Пётр Фридрих Вильгельм, однако так как он был душевнобольным, то реально делами великого герцогства управлял его опекун Петер Фридрих Людвиг, в итоге официально взошедший на престол в 1823 году после смерти Петра Фридриха Вильгельма.
В 1829 году великий герцог Пётр I скончался, и на трон взошёл его сын Август I. После революционных событий 1848 года он в 1849 году даровал своим подданным конституцию, которая в 1852 году подверглась некоторым изменениям.
В 1852 году великим герцогом стал Пётр II. В 1853 году он уступил прусскому правительству небольшую береговую полосу для постройки военного порта, за что Пруссия обязалась охранять с моря владения великого герцогства. В 1855 году началась там постройка военной гавани, получившей при своем открытии в 1869 году название Вильгельмсгафен. В 1854 году Ольденбург вступил в Германский таможенный союз,
В 1864 году великий герцог Ольденбургский пытался заявить претензии на Шлезвиг-Гольштейн, но в войне 1866 года стоял на стороне Пруссии, и 27 сентября 1866 года заключил договор с Пруссией, по которому за один миллион талеров уступил свои права на наследование в этих провинциях. В 1867 году Ольденбург вступил в Северогерманский союз.
В 1871 году Ольденбург присоединился к Германской империи. В 1900 году великим герцогом стал Фридрих Август II. После Ноябрьской революции 1918 года монархия была ликвидирована, а Ольденбург стал «Свободным государством Ольденбург» («Freistaat Oldenburg») в составе Веймарской республики.

## Государственный строй
Глава государства — Великий Герцог, законодательный орган — Ольденбургское Собрание Сословий (Oldenburgische Ständeversammlung), избирался выборщиками на основе имущественного ценза сроком на 5 лет, исполнительный орган — Ольденбургское Государственное Министерство (Oldenburgisches Staatsministerium), назначался Великим Герцогом и нёс перед ним ответственность.

## Административное деление
Территория Ольденбурга делилась на районы (kreis):
- Ольденбург
- Нойенбург
- Офельгённе
- Дельменхорст
- Фехта
- Клоппенбург
- Йефер

## Правовая система
Высшая судебная инстанция — Высший земельный суд Ольденбурга (Oberlandesgericht Oldenburg), суд первой инстанции — земельный суд Ольденбурга (Landgericht Oldenburg)

## Силовые структуры
- Ольденбургская армия
  - Пехотный полк
  - Пехотный полк ландвера
    - 1-й батальон ландвера Ольденбурга (Landwehr-Bataillon 1. Oldenburg) (города Йефер и Фарель, районы Йефер, Фарель, Берне, Браке, Дельменхорст, Эльсфлет и Офельгённе)
    - 2-й батальон ландвера Ольденбурга (Landwehr-Bataillon 2. Oldenburg) (город Ольденбург, районы Ольденбург, Дамме, Фризойте, Клоппенбург, Вильдесхайм, Вестерштеде, Фехта и Лённинген)

  - Пехотный полк ландштурма
  - Драгунский полк
- Ольденбургская полиция